# Lautsprecher Teufel
Lautsprecher Teufel GmbH – niemiecki producent produktów audio, takich jak głośniki, słuchawki, systemy hi-fi i zestawy kina domowego. Firma została założona w 1979 roku w Berlinie i zatrudnia ponad 300 pracowników. Produkty firmy Teufel można nabyć tylko i wyłącznie w sprzedaży bezpośredniej w salonach firmowych i w sklepach online.

## Historia
Firma Teufel została założona w 1979 roku w Berlinie przez Petera Tschimmela. W początkowej fazie przedsiębiorstwo zajmowało się produkcją i dystrybucją zestawów głośnikowych z gotowych zwrotnic, przetworników i elementów obudowy. Pierwszymi produktami były zestawy głośnikowe. W 1987 roku firma Teufel przeniosła się do budynku na ulicy Stromstrasse w dzielnicy Berlin-Moabit. Wraz z głośnikiem M 200 i należącym do zestawu Subwooferem M 6000 Teufel zaoferował pierwszy w pełni kompletny głośnik. W 1990 roku Teufel zmienił swój model sprzedaży z handlu detalicznego w bezpośrednią sprzedaż przez katalog. To doprowadziło do tego, że Teufel mógł zaoferować produkty w znacznie niższej cenie niż dotychczas.
Wraz z wprowadzeniem płyty DVD na rynek w 1995 roku, Teufel zaoferował z zestawem THEATER 2 pierwszy w Europie system kina domowego 5.1 z subwooferem, poprzecznym głośnikiem centralnym i tylnymi głośnikami dipolowymi. W 1997 roku został otworzony sklep Teufel online.
W 2006 roku firma Teufel rozszerzyła swój asortyment i wkroczyła na rynek głośników komputerowych. W tym samym roku inwestor przedsiębiorstwa Riverside przejął firmę Teufel od jej założyciela Petera Tschimmela. Rok później firma przeniosła się do budynku w dzielnicy Berlin-Schöneberg. W 2010 roku inwestor HG Capital przejął firmę od przedsiębiorstwa Riverside. W tym samym czasie Teufel zintegrował do swojej firmy berliński start-up Raumfeld, który od 2008 roku tworzył i sprzedawał głośniki streamingowe multiroom.
W 2012 roku Holender Edgar van Velzen zastąpił Thorstena Reubera na stanowisku prezesa. Rozbudował on przede wszystkim międzynarodową działalność i rozszerzył asortyment o nowe kategorie, jak na przykład głośniki Bluetooth. W 2014 roku firma przeniosła się do świeżo wyremontowanego budynku Bikini w Berlinie. W tym samym czasie firma otworzyła swój pierwszy sklep firmowy o nazwie Teufel Raumfeld Flagshipstore. W 2015 roku Teufel wprowadził na rynek przenośny głośnik ROCKSTER. W 2016 roku dotychczasowy dyrektor Działu Marketingu i Sprzedaży Sascha Mallah został prezesem firmy Teufel razem z Joachimem Wimmersem.
W lecie 2018 roku francuskie przedsiębiorstwo Naxicap przejęło firmę Teufel. Od marca 2020 roku firmą zarządza tylko Sascha Mallah.

## Siedziba i sprzedaż
W Berlinie znajdują się działy rozwoju, marketingu, sprzedaży, zarządzania, salon sztandarowy w centrum handlowym Bikini oraz sklep Teufel w centrum handlowym o nazwie Kaufhaus des Westens. W pozostałych sklepach Teufel jest zatrudnionych łącznie 38 pracowników. Ponadto chińscy przedstawiciele firmy Teufel mają swoją siedzibę w mieście Dongguan w Chinach i razem z 40 pracownikami dbają o zarządzanie dostawami i sprzedaż. Magazyny i dział logistyki znajduje się w Hamburgu.
Oprócz salonu sztandarowego i sklepu firmowego w centrum handlowym Kaufhaus des Westens firma Teufel posiada inne sklepy w Niemczech i Austrii. Do nich zaliczają się sklep firmowy Teufel w Essen, który został otworzony w sierpniu 2018 roku oraz sklep Teufel w centrum handlowym EMI Store w Wiedniu, który istnieje od września 2018 roku. Kolejne sklepy Teufel zostały otworzone w Kolonii i Stuttgarcie w październiku 2019 roku.
Produkty Teufel są dostępne wyłącznie w sprzedaży bezpośredniej w salonach firmowych i sklepach online.

## Produkty
Asortyment firmy Teufel obejmuje różnorodne kategorie audio i hi-fi:
- Aktywne i pasywne głośniki stereo
- Głośniki i systemy kina domowego
- Głośniki i systemy streamingowe
- Soundbary i Sounddecki
- Głośniki Bluetooth
- Słuchawki, w tym (bezprzewodowe) słuchawki douszne
- Głośniki komputerowe